# ずゞや
ずゞや株式会社は、香川県に本社を置く仏壇・仏具の製造・卸売メーカーで、業界最大。香川県内の一部で小売も行う。その他うちわ製造では地場シェアの約60％を生産する。
　

## 沿革
- 1887年 - 滋賀県愛知郡秦荘町にずゞや仏壇店を発足
- 1945年 - 戦災により、田町店、中新町倉庫、名古屋店、徳島店、姫路店を閉店。
- 1945年 - 高松市に店舗開店
- 1949年 - ずゞや仏具商事株式会社設立、名古屋支店開設
- 1950年 - ずゞや株式会社に社名変更
- 1965年 - 徳島工場開設
- 1970年 - 名古屋工場開設
- 1974年 - 坂出店開店
- 1977年 - 高松市東ハゼ町に本社ビル新築移転
- 1983年 - 名古屋支店新築移転
- 1993年 - 会津若松工場開設
- 1998年 - 綾南工場（プラスチック成型事業部）開設
- 2020年 - 本社を大野配送センター内に移転（7月）。直販部も紙町に移転し、旧本社ビル完全閉鎖（11月）。
- 2021年 - 名古屋支店を南区に移転（11月）。

## グループ
製造
徳島工場（唐木仏壇・経机）、名古屋工場（仏具・寺院具）、会津工場（位牌）、綾南工場（うちわ）、有限会社名高（保険業務）、有限会社舎利（金仏壇）
徳寿会： 株式会社徳寿工芸、協同組合弥勒、株式会社藍住木工、三協木工有限会社
販売
本社（西日本営業卸部）、名古屋支店（東日本営業卸部）、直販部（香川県内3店舗）